# Стратегия
Страте́гия (др.-греч. στρατηγία — иску́сство полково́дца) — общий, недетализированный план, охватывающий длительный период времени, способ достижения сложной цели, в военном деле, позднее вообще какой-либо деятельности человека.
Задачей стратегии является эффективное использование наличных ресурсов для достижения основной цели (стратегия как способ действий становится особо необходимой в ситуации, когда для прямого достижения основной цели недостаточно наличных ресурсов).

## История
Понятие «стратегия» произошло от понятия «стратег» (στρατηγός, «воевода, военачальник, полководец»; от στρατός «войско» + ἄγω «вести, веду») — главнокомандующего войском древнегреческих городов-государств, так и появилось «Искусство полководца» — наука о ведении войны, одна из областей военного искусства, высшее его проявление, которое охватывает вопросы теории и практики подготовки к войне, её планирование и ведение, исследует закономерности войны.
Тактика является инструментом реализации стратегии и подчинена основной цели стратегии. Стратегия достигает основной цели через решение промежуточных тактических задач по оси «ресурсы — цель».
По мнению Карла Клаузевица, ведение войны подразумевает два совершенно различных вида деятельности:
- организация отдельных боёв и ведение их;
- увязка их с общей целью войны.

Первая называется тактикой, вторая — стратегией.
Тактика нужна для того, чтобы выиграть битву. Стратегия нужна для того, чтобы выиграть войну. Со второй половины двадцатого века стратегия как практика и методология начала развиваться в сфере бизнеса и постепенно получила развитие в сфере государственного управления.
Владимир Квинт определяет стратегию как систему поиска, формулирования и развития доктрины, которая обеспечит долгосрочный успех при последовательной и полной её реализации.